# Долосцы (Себежский район)
Долосцы — деревня в Себежском районе Псковской области России.
Входит в состав сельского поселения Себежское.

## География
Расположена в 36 км к юго-востоку от города Себеж, на южном прибрежье озера Долосцы и восточном берегу озера Томсино, примыкая на западе к одноимённой деревне Томсино.
Деревня находится у границы с Белоруссией. Здесь расположен контрольно-пропускной пункт, где взимается плата за использование автодороги А117 (кроме автомобилей, зарегистрированных в Псковской области), осуществляется таможенный и транспортный контроль на автомобильном пункте пропуска «Долосцы». Фитосанитарный контроль проводится в пунктах карантина растений «Долосцы» и «Долосцы-1».

## Население
| 2001 | 2002 | 2010 |
| ---- | ---- | ---- |
| 303  | ↘236 | ↘138 |

Численность населения деревни по оценке на начало 2001 года составляла 303 жителя.

## История
С января 1995 до июля 2010 года деревня была административным центром ныне упразднённой Долосчанской волости.

## Достопримечательности
С 2014 года в деревне находится фабрика «Снегири», возродившая производство валяной обуви.